# Robert Miśkowiak
Robert Miśkowiak (ur. 21 listopada 1983 w Rawiczu) – polski żużlowiec.
Wujek Jakuba Miśkowiaka, również żużlowca.

## Życiorys
Licencję żużlową zdał 16 maja 2000 w Opolu jako zawodnik Polonii Piła. W następnym sezonie Miśkowiak stanął na podium Brązowego Kasku na drugim miejscu. W 2003 roku triumfował w finale Srebrnego Kasku. W swoim dorobku ma dwa medale Młodzieżowych Mistrzostw Par Klubowych złoto z 2002 i brąz z 2003 roku. W 2010 roku zwyciężył w turnieju o Łańcuch Herbowy Miasta Ostrowa Wielkopolskiego Na sezon 2012 parafował umowę z pierwszoligowym Lubelskim Węglem KMŻ. 20 maja w meczu z SK Lokomotīve Dyneburg pobił rekord lubelskiego toru, który wynosi teraz 65,19 sek. W roku 2016 w finale Indywidualnych Mistrzostw Polski zajął 5. miejsce, zdobywając 11 pkt. i zajmując 3. miejsce w biegu półfinałowym.

## Kluby
- Liga polska:
  - Polonia Piła (2000–2003)
  - WTS Wrocław (2004–2005)
  - Unia Leszno (2006–2007)
  - KM Ostrów Wielkopolski (2008–2009)
  - PSŻ Poznań (2010–2011)
  - KMŻ Lublin (2012)
  - Wybrzeże Gdańsk (2013)
  - KMŻ Lublin (2014)
  - Polonia Bydgoszcz (2015)
  - Orzeł Łódź (2016)
  - PSŻ Poznań (2019)
- Liga szwedzka:
  - Kaparna Göteborg (2005)
  - Västervik Speedway (2006)
  - Smederna Eskilstuna (2007)
- Liga brytyjska:
  - Ipswich Witches (2005–2010)
  - Wolverhampton Wolves (2012–2013)

## Osiągnięcia
- Indywidualne Mistrzostwa Świata Juniorów na Żużlu
  - 2004 –  Wrocław - złoty medal - 12+2+3 pkt → wyniki